# Saints Peter and Paul Church (San Francisco)
De Saints Peter and Paul Church (Nederlands: Sint-Petrus-en-Pauluskerk) is een rooms-katholieke kerk in de Amerikaanse stad San Francisco, in de staat Californië. De kerk staat aan Filbert Street in de wijk North Beach aan de voet van Telegraph Hill en wordt beheerd door de Salesianen van Don Bosco. De kerk staat ook bekend als La cattedrale d'Italia ovest (de Italiaanse kathedraal van het westen), aangezien ze sinds haar inwijding wordt gebruikt door de Italiaans-Amerikaanse gemeenschap van de stad. De laatste jaren wordt de kerk ook steeds meer gebruikt door de Chinees-Amerikaanse gemeenschap van San Fransciso. Er zijn wekelijks missen in het Engels, het Italiaans en het Mandarijn.
De eerste Saints Peter and Paul Church stond op de hoek van Filbert Street en Grant Avenue, een huizenblok oostwaarts ten opzichte van de huidige locatie. Dit gebouw uit 1884 stortte in tijdens de aardbeving van 1906. Het huidige neoromaanse gebouw, met zijn karakteristieke 58 meter hoge torens, werd voltooid in 1924.